# گیلبرت بیکر (هنرمند)

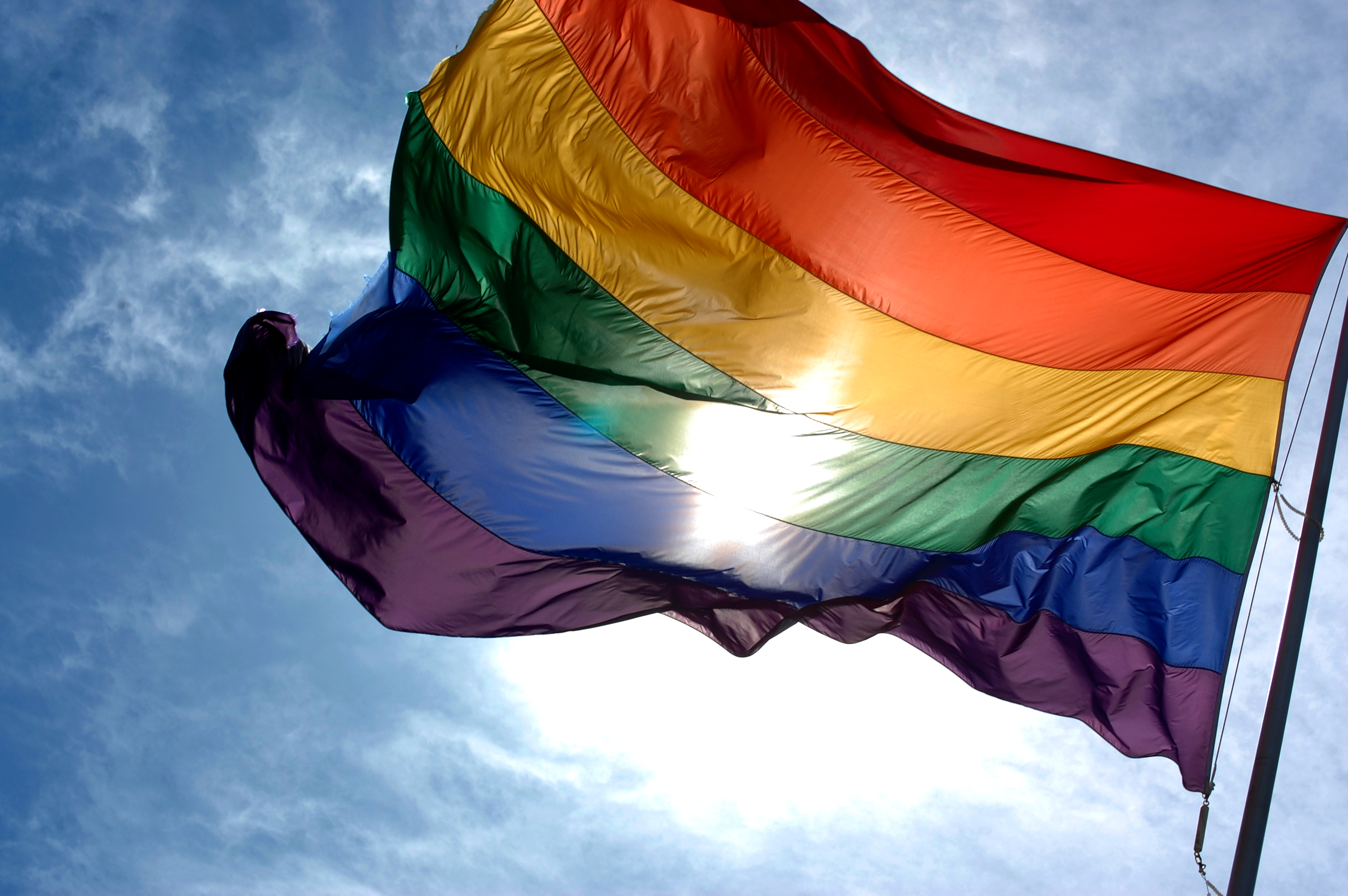

گیلبرت بیکر (انگلیسی: Gilbert Baker; ۲ ژوئن ۱۹۵۱ – ۳۱ مارس ۲۰۱۷) هنرمند اهل ایالات متحده آمریکا، طراح پرچم رنگین‌کمان و کنشگر حقوق ال‌جی‌بی‌تی بود.
این هنرمند اهل سان‌فرانسیسکو، پرچم رنگین‌کمان را در ۱۹۷۸ طراحی نمود و در ۲۵ ژوئن همان سال، در روز آزادی همجنسگرایان، به اهتزاز درآمد. او الهام طراحی این پرچم را از پرچم ۵ رنگ مسابقات گرفت و پرچمی در ۸ رنگ طراحی کرد.
هدف وی از انتخاب این طرح، انتقال مفهوم تنوع و گوناگونی بود. به‌گفتهٔ وی «نقشی از طبیعت که نشان دهد گرایش جنسی حق همهٔ انسان‌ها است». وی گفته بود که: «با خودم تصمیم گرفتم که باید پرچمی داشته باشیم. پرچمی که نشانگر این باشد که ما یک قبیله و مردمیم.»
بیکر در سن ۶۵ سالگی در خواب و در خانه‌اش در نیویورک بر اثر فشار خون بالا و عارضهٔ آترواسکلروز درگذشت.